# Michael Kersting (Schlagzeuger)
Michael Paul Kersting (* 5. Februar 1954 in Rottenburg am Neckar) ist ein deutscher Schlagzeuger des Modern Jazz.

## Leben und Wirken
Michael Kersting Ab 1978 hatte er prägende Erfahrungen im Jazz mit Musikern wie Wolfgang Dauner, Wolfgang Engstfeld, Michel Herr, Christof Lauer, Christoph Spendel und Chet Baker. Mit Gerhard Graf-Martinez und dem Bassisten Capo Mayer hatte er 1982 die Formation Modo Nuevo gegründet. Nach einem Aufenthalt in New York City tourte er 1986 mit Jaco Pastorius durch Europa und spielte dann mit Musikern wie Mal Waldron, Jimmy Woode, Kirk Lightsey, Arthur Blythe, Vanessa Rubin oder Jasper van’t Hof. Er gründete eigene Gruppen, trat mit Martin Schrack, mit Benny Golson, mit Gonzalo Rubalcaba und mit Klaus Wagenleiter auf sowie ab 1996 mit Kenny Wheeler, Claus Stötter und Günter Lenz, mit Terumasa Hino und Manfred Bründl (1998), mit Helmut Brandt (1999), mit Urszula Dudziak und mit Randy Brecker. Im Trio mit Thomas Stabenow und Jim Ridl nahm er das Album Human Spirit auf. Weiterhin ist er an Einspielungen von Rainer Pusch und des „Südpool“-Projektes von Bernd Konrad und Herbert Joos beteiligt. Er hat auch mit Gitte Hænning und mit Mario Adorf gearbeitet. Im April 2002 spielt er in New York City und macht Aufnahmen mit Tim Sund, Tom Christensen, Ben Allison und tritt im selben Sommer mit den Stuttgarter Philharmonikern und den Gästen Randy Brecker, Charlie Mariano, Richie Beirach, Christof Lauer und Gregor Hübner auf der Jazzopen Stuttgart auf. Im Jahr darauf arbeitete er mit dem Pianisten Carlo Morena in Portugal & Italien, und außerdem mit Sebastian Studnitzky, Heather Greene, Ron Spielman, Hans "João" Limburg, Ray Blue, Reggie Moore, Alain Mion, Patrick Boman, Allan Harris, Li Xiaochhuan und dem Richie Beirach European Quartet an der Seite von Gregor & Veit Hübner. Festivals u. a. in Taiwan und Istanbul und eine Fernsehshow mit Phil Collins.
Bereits anlässlich der Verleihung des Jazzpreis Baden-Württemberg 1989 stellte die Jury heraus, dass er aufgrund seiner stilistischen Vielseitigkeit „eine zentrale Figur der baden-württembergischen Musikszene“ ist, der sich auf seinem Instrument „feinfühlig und mit hervorragender Technik in unterschiedlichste musikalische Situationen einbringen“ könne.

## Diskographische Hinweise
- Five (1990)
- Frootloop (1997)
- All That Jazz & Helena Paul (mit Stephan Zimmermann, Matthias Erlewein, Ludwig Nuss, Jürgen Dollman, Johannes Killinger und Werner Acker. Satin Doll Productions 1999)
- Useless Landscape (2000)

## Lexigraphische Einträge
- Martin Kunzler: Jazz-Lexikon. Band 1: A–L (= rororo-Sachbuch. Bd. 16512). 2. Auflage. Rowohlt, Reinbek bei Hamburg 2004, ISBN 3-499-16512-0.